# Carl Sauter Pianofortemanufaktur

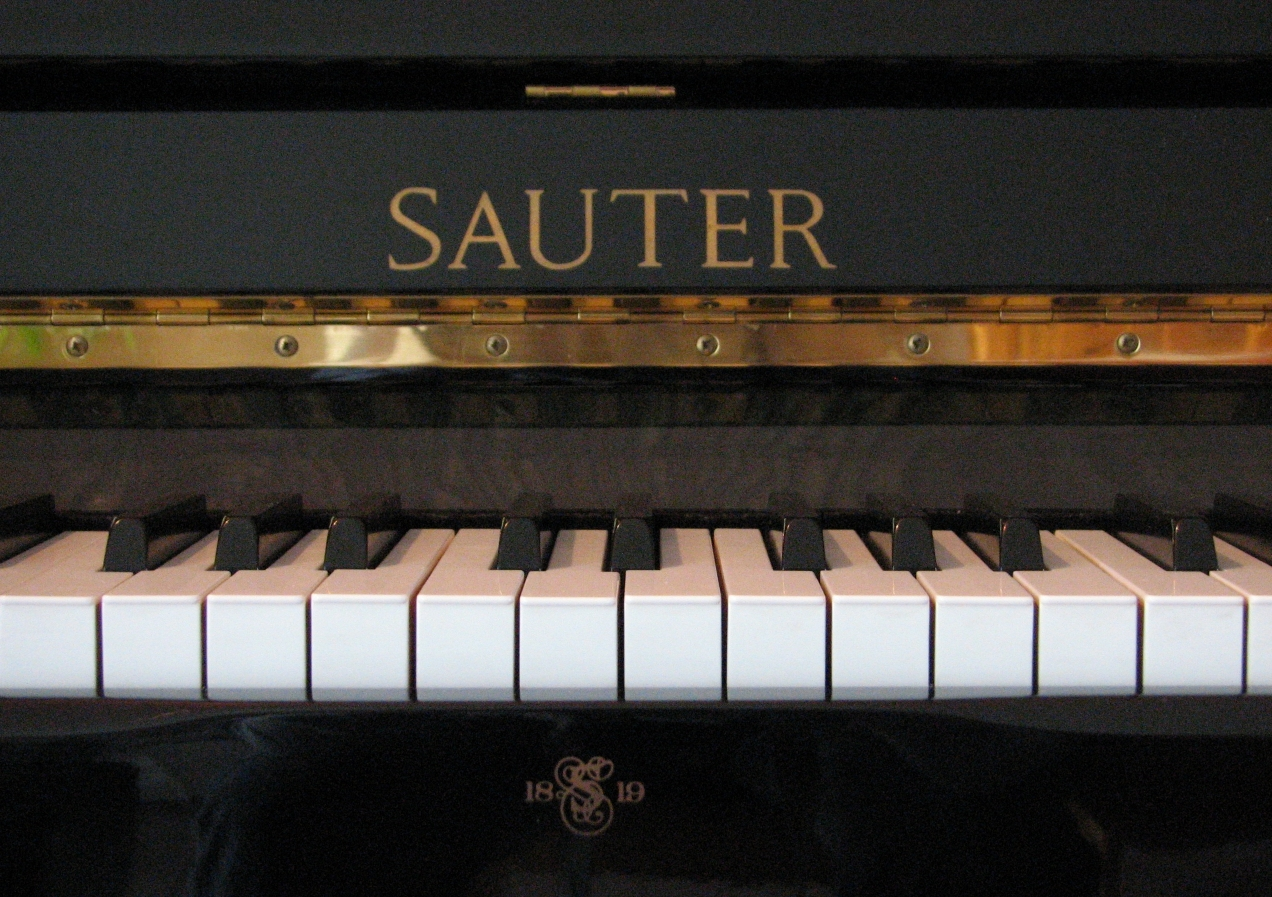
Sauter-Klavier

Die Carl Sauter Pianofortemanufaktur GmbH & Co KG in Spaichingen ist ein seit 1819 dort ansässiger Hersteller von Klavieren und Flügeln. Das Unternehmen bezeichnet sich selbst als „ältesten noch produzierenden Klavierhersteller Deutschlands“.

## Geschichte
Der im württembergischen Spaichingen geborene und aufgewachsene Schreinergeselle Johann Grimm ging 1813 nach Wien, um dort bei seinem schwäbischen Landsmann Andreas Streicher das Klavierbauerhandwerk zu lernen. Nach sechsjährigem Aufenthalt in Wien kam er 1819 zurück in seinen Heimatort und begann mit dem Bau von Tafelklavieren.
Sein Neffe Carl Sauter übernahm 1846 die Werkstatt und leitete den Übergang zur Manufaktur ein. Seitdem trägt die Firma seinen Namen. Heute ist Sauter ein international renommierter Klavierhersteller.
Seit 1952 werden auch Flügel produziert, seit 2000 auch Konzertflügel.
1993 stand das Unternehmen, wie viele andere Klavierhersteller zu jener Zeit auch, am Rande der Insolvenz. Der Wirtschaftsingenieur Otto Hott übernahm die Geschäftsleitung und baute das Unternehmen um. Anstelle der bis dahin herrschenden Konzentration auf das Mittelpreissegment konzentrierte sich Sauter fortan auf die Herstellung exklusiver und qualitativ hochwertiger Instrumente im oberen Preissegment.
Erfolg hatte man damit vor allem im Ausland. Sauter-Klaviere stehen unter anderem in der Neuen Oper Oslo und im Pariser Konservatorium. Der US-amerikanische Jazz-Pianist Bob Ravenscroft lässt seine Instrumente nach Entwürfen des Klavierkonstrukteurs Michael Spreeman bei Sauter in Spaichingen bauen.

## Unternehmerische Daten
Produzierte Sauter in den 1980er Jahren noch ca. 2000 Klaviere jährlich, sind es heute noch etwa 500. Damit wird ein Jahresumsatz von rund 5 Millionen Euro erzielt. Die Pianomanufaktur beschäftigt etwa 50 Mitarbeiter (Stand: 2015).